# リオデジャネイロ

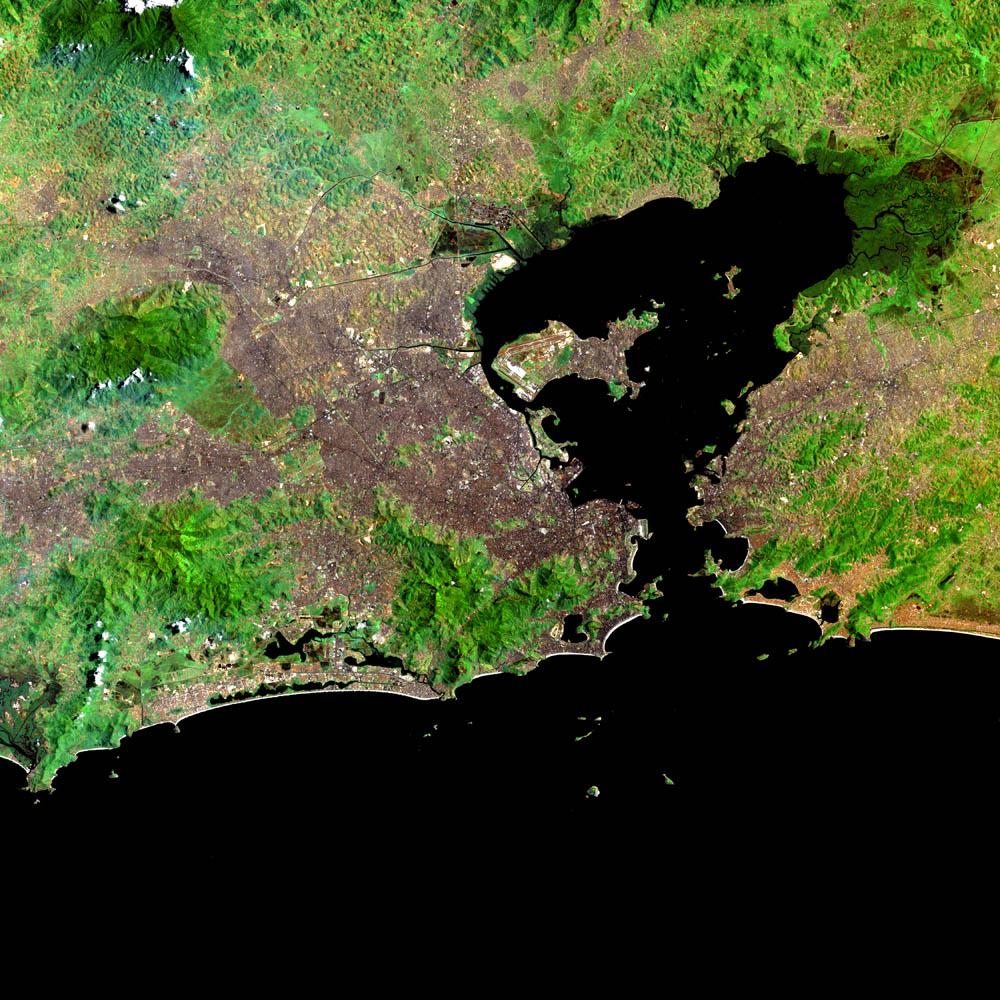
リオデジャネイロの衛星写真

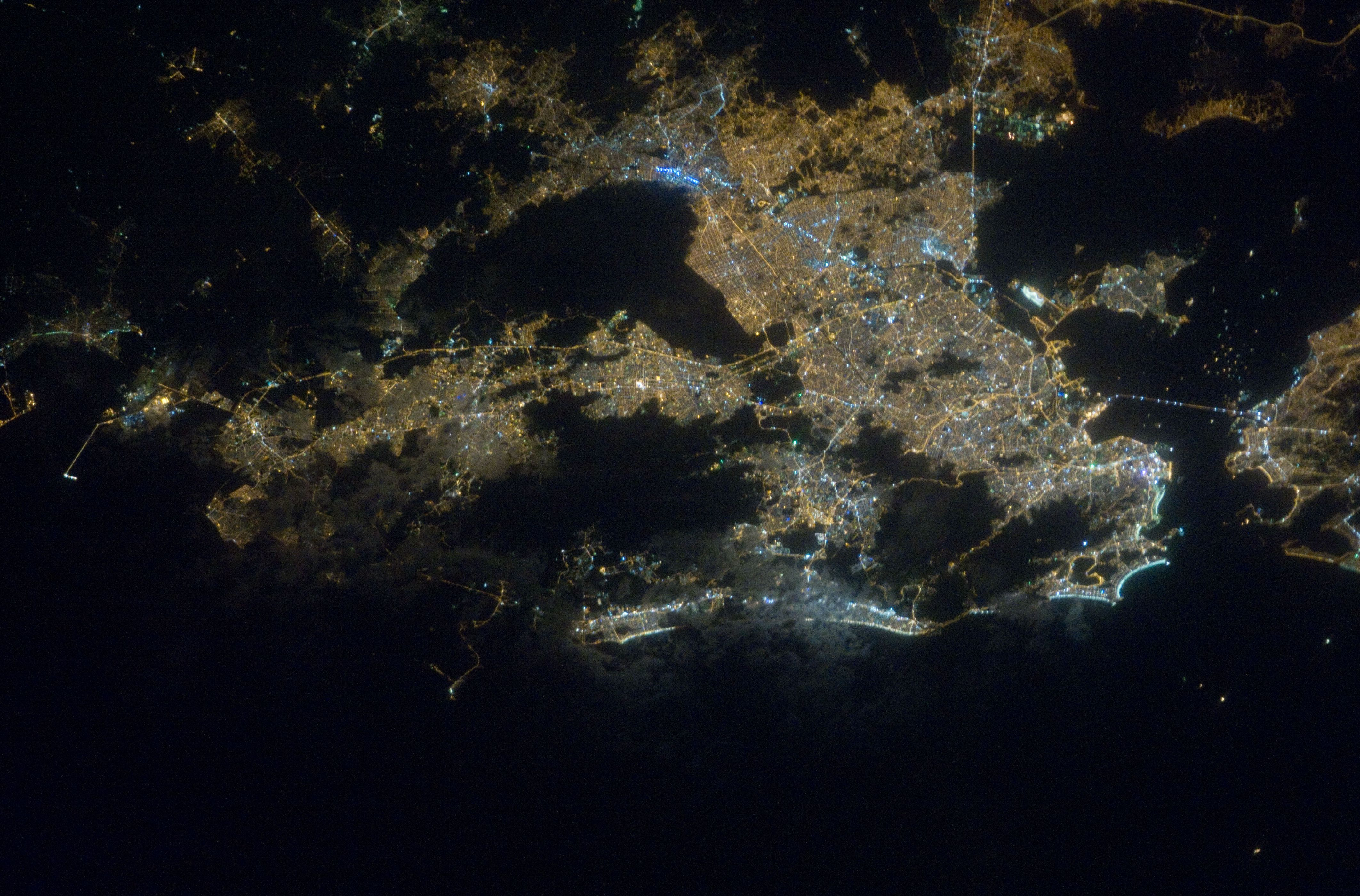
リオデジャネイロの衛星写真（夜間・ISS）

リオ・デ・ジャネイロ（葡: Rio de Janeiro, ブラジルポルトガル語発音: [ˈʁi.u d(ʒi) ʒɐˈne(j)ɾu] ( 音声ファイル)）は、ブラジル南東部に位置するリオデジャネイロ州の州都。略称はリオ（Rio）。世界有数のメガシティであり、国内最大の観光都市である。商工業が盛んであり、港湾都市としても知られる。
人口は600万人を超え、サンパウロに次いでブラジル第2位にランクされる。経済規模（域内総生産）でもサンパウロに次いで第2位にあり、アメリカのシンクタンクが公表したビジネス・人材・文化・政治などを対象とした総合的な世界都市ランキングにおいて、世界第56位、国内ではサンパウロに次ぐ第2位の都市と評価された。都市周辺の美しい文化的景観は「リオデジャネイロ:山と海との間のカリオカの景観群」として、2012年に世界遺産リストに登録された。
2016年には、南米大陸では初となる第31回夏季オリンピックと第15回夏季パラリンピックの開催都市となった。

## 名称
"Rio de Janeiro"とはポルトガル語で「1月の川」という意味。
ブラジルポルトガル語発音では、[ˈʁi.u d(ʒi) ʒɐˈne(j)ɾu]（リウ・ヂ・ジャネイル）や [ˈxi.u d(ʒi) ʒɐˈne(j)ɾu]（ヒウ・ヂ・ジャネイル）となる。
一般的にポルトガル語で都市名を読み書きする場合は男性形・女性形の区別をつけないが、一般名詞と区別するためにリオ・デ・ジャネイロは必ず男性定冠詞"o"を付けた"o Rio de Janeiro"という男性形で呼ばれる。ただし、長距離バスや航空機の行先表示などでは単純に「Rio」と略記されることもある。

## 概要
カーニバルで有名。コパカバーナ、イパネマなどの世界的に有名な海岸を有し世界3大美港の一つに数えられる美しい都市である。都市のGDPは2010億ドルであり世界第30位、南米ではサンパウロ、ブエノスアイレスに次ぎ第3位である。
1960年にブラジリアに遷都するまではブラジルの首都であった。また、1808年にナポレオンに本国領土を奪われたポルトガル王室が遷都してからブラジルが独立するまではポルトガルの首都であった。また、中南米有数の貿易港でもあるためにブラジルの経済的な中心地でもあった。近年は経済の中心地はサンパウロに移り、その地位が低下しているものの、依然として中南米有数の経済都市である。また、ブラジルのみならず世界でも有数の観光地としても、ショーロ、ボサノヴァを生んだ音楽の都としても名高い。

## 地域
左にやや傾いた平行四辺形の形状を呈した大陸部とグアナバラ湾内に分布する島嶼部の2つからなり、東西の長さは約70km、南北は37kmにおよぶ。公式的には全部で7つの大行政区と33の小地域、160の街区Bairroから構成されているが、街区の上位にある地区Distritoが存在しないのが特徴である。慣用的には、セントロ、南部地域、北部地域、バラ・ダ・チジューカ地域、西部地域という区分がなされることが多い。
セントロ
セントロはリオの歴史的中心部であり、また現在でも経済的中心でもある。セントロの中心であるリオ・ブランコ通りはビジネス街で、多くのオフィスビルが立ち並ぶ。東西にはプレジデンチ・ヴァルガス大通りが走っており、リオの中央駅であるドン・ペドロ2世駅もこの通り沿いにある。東端にはグアナバラ湾に面してサントス・ドゥモン空港があり、国内線が多く発着する。また西部には、カーニバルのメイン会場となるサンボードロモ・ダ・マルケス・ジ・サプカイがある。
南部地域
南部は高級住宅街が多く、またグアナバラ湾や大西洋に面したビーチも多い。セントロのすぐ南に広がるフラメンゴやボタフォゴにもビーチがあるが、リオのビーチで最も著名かつ人の多いところはその南に広がるコパカバーナや、そのさらに西に広がるイパネマ海岸である。この二つはリオ有数の観光地であると同時に、リオ有数の高級住宅街でもある。イパネマ海岸はリオで生まれた音楽ボサノヴァの曲『イパネマの娘』の舞台としても有名である。イパネマのさらに西にあるレブロン地区は南アメリカ大陸で最も地価が高い地点のある高級住宅街である。また、ボタフォゴの東のウルカ地区にはリオのシンボルの一つであるポン・ヂ・アスーカルと呼ばれる岩山があり、ロープウェーで頂上まで登ることができる。また、リオデジャネイロのシンボルであるコルコバードのキリスト像はこの南部地区にあるコルコバードの丘の上に立っており、登山電車で登ることができる。
北部地域
北部地域は工業地区や住宅地区から構成され、観光の目玉となる場所はそれほど多くはない。しかしながら、やや南よりには、1950年のワールドカップのために建設され、かつては20万人の収容人員を誇った世界一のサッカースタジアム（現在の収容人員は95000人）エスタジオ・ド・マラカナンがあることで知られる。同スタジアムは、2014年ワールドカップおよび2016年リオデジャネイロオリンピックのメイン会場である。なお、北部地域には、グアナバラ湾に浮かぶいくつかの島も含まれており、主なものとしては、アントニオ・カルロス・ジョビン国際空港が位置するゴベルナドル島のほか、静寂さが観光客に人気のパケタ島などをあげることができる。一般的に、北部地域は経済的にみて比較的貧しい階層が住んでおり、内陸の丘陵地帯にはコンプレクソ・ド・アレマンが、沿岸部ではコンプレクソ・ド・マリに代表されるファヴェーラがある。一方、グアナバラ湾対岸のニテロイ市との間までを結ぶリオ・ニテロイ大橋の起点にあたるほか、州西部および北部に向かう幹線道路の通過点にあたるなど交通の要衝的な地位を確保しているのも事実である。
バラ・ダ・チジュカ地域
南部地域の西に隣接し、近年開発が進んでいるエリアである。主に、バラ・ダ・チジュッカ街区とレクレイオ・ドス・バンデイランテス街区から構成される。片側4車線の幅広い道路が東西に伸び、中央では南北方向を結ぶもう一つの幹線道路と交差している。計画的な開発が進められ、高層アパート、大規模ショッピングセンターが立ち並んでいる。2016年のオリンピックにおいては、この地区に選手村や会場の多くが建設される予定である。小型機の発着が可能な空港もある。
西部地域

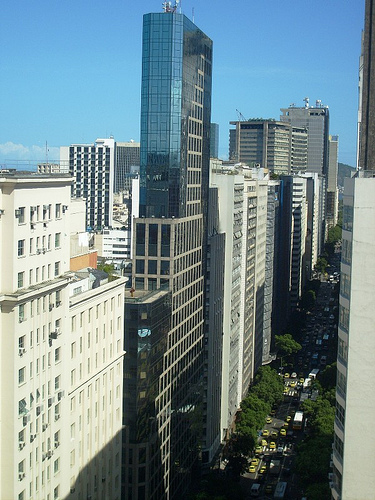
セントロ

市域のほぼ西半分を占め、最西端にあるサンタクルス、そこから少し東に行ったところにあるカンポグランデなどが代表的であり、セントロにあるリオデジャネイロ中央駅からサンタクルス駅までは都市近郊鉄道で結ばれている。サンタクルスは日系人が入植した地として知られ、リオデジャネイロ市でも日系人が比較的多いところとして知られる。
ファヴェーラ
地域の名前ではなく、不法に立てられた貧民街を「ファヴェーラ」と呼ぶ。主なものとしては、レブロン街区の西、ドイスイルマンの山塊（533m）の北西斜面に広がり居住人口がラテンアメリカ最大規模を誇るロシーニャ、バラ・ダ・チジュカ地区の北に隣接し映画『シティ・オブ・ゴッド』（2002年）の舞台となったシダージデデウス、北部地区の内陸のやや標高の高い丘にあり2011年にはスラムの上空をゴンドラリフトが貫通るようになったコンプレクソ・ド・アレマン、北部のグアナバラ湾沿いの湿地帯に広がるコンプレクソ・ド・マリ、コパカバーナ街区の丘に広がるパヴォン・パヴォンジーニョなどがある。

## 歴史

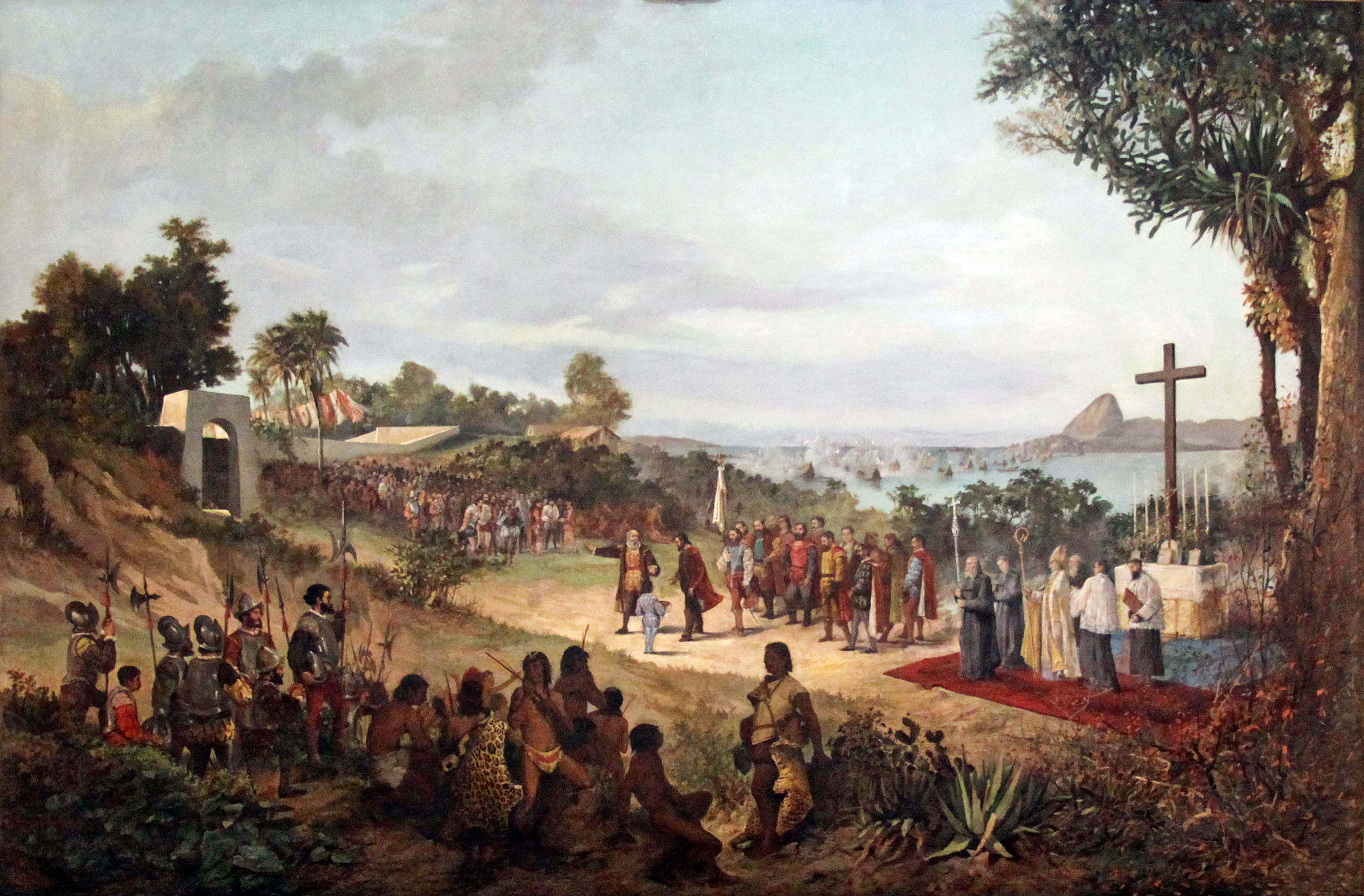
1565年のリオデジャネイロの創設を描いた画

1502年1月にポルトガル人探検家ガスパール・デ・レモスたちがグアナバラ湾の湾口であるこの地に到達。グアナバラ湾は湾口が狭まっているため大きな川であると誤認し、発見した月に因みポルトガル語で「一月の川」と命名した。ポルトガル人たちは海岸に壁を白く塗った家を建てて住んだ。先住民のトゥピ族は彼ら白人を「カリ・オカ」（トゥピー・グゥアラニー語で白い家の意味）と呼んだ。それが現代語のカリオカ(en)の起源である。1555年にフランスの植民地開拓者が南極フランス居留地をつくったが1567年にこれをポルトガル人は追い出し、18世紀までここに小さなコミュニティをつくっていた。町の名は川（実は湾）の名の転用である。
17世紀までのリオは、砂糖の栽培と製糖工場がある小さな港町にすぎなかった。しかし18世紀前半に内陸のミナスジェライス州周辺で金鉱が発見された。この金の集散地は、当初は金鉱発見者であるバンデイランテスたちの基地であるサンパウロであったが、1725年にリオとミナスジェライスを結ぶ新道が開通すると、距離的に近いリオがサンパウロに代わってミナスの金やダイアモンドの積出港となり、ブラジル植民地の交通と富の中心となった。このためそれまで栄えていた北東部から南東部への重心の移動が生じ、1763年にはブラジル総督がサルヴァドール・ダ・バイーアからリオに移されブラジル植民地の首府となった。

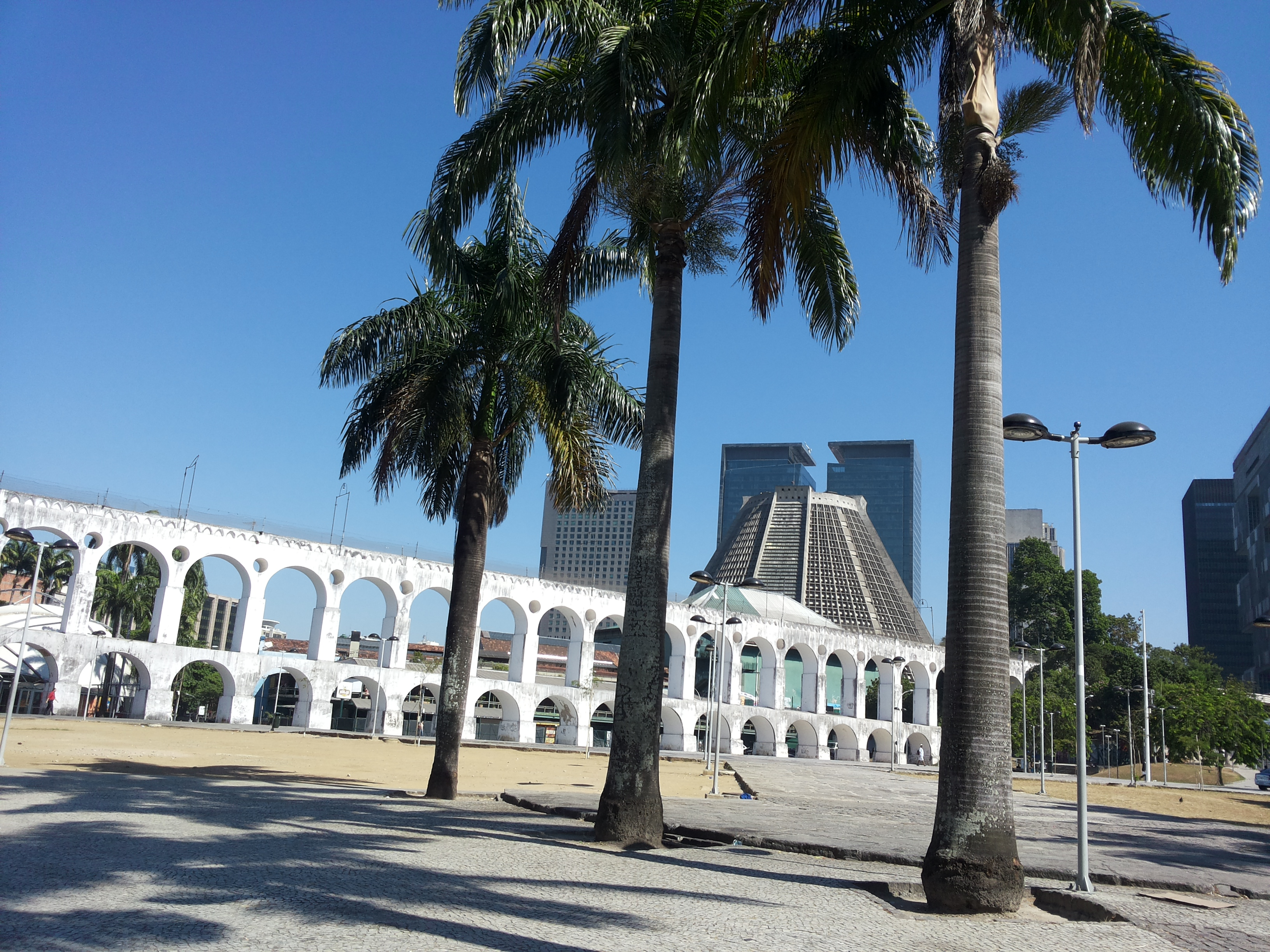
カリオカ水道橋、18世紀前半に建設された

1808年に半島戦争の勃発により、リスボンのポルトガル宮廷はナポレオン軍を逃れてリオに移転した。翌1809年、リオがポルトガル・ブラジル連合王国の首都となる。これによりリオは人口も増加し、また高い文化を持った移住者たちによって文化も進歩した。1821年には王の帰還と共に首都もリスボンに再遷都されたが、ポルトガルがブラジルの統治に軍を送り込んだためブラジル側の憤激を買い、独立派はリオに残っていた王太子ドン・ペドロを擁立して1822年にブラジル帝国の独立を宣言し、リオはブラジル帝国の首都となった。
1832年4月4日から7月5日まで、ダーウィンの乗ったイギリス海軍のビーグル号が寄港している。ここでダーウィンは奴隷に対する酷い仕打ちを目撃した。このときの深い嫌悪感を終生忘れることがなかった。

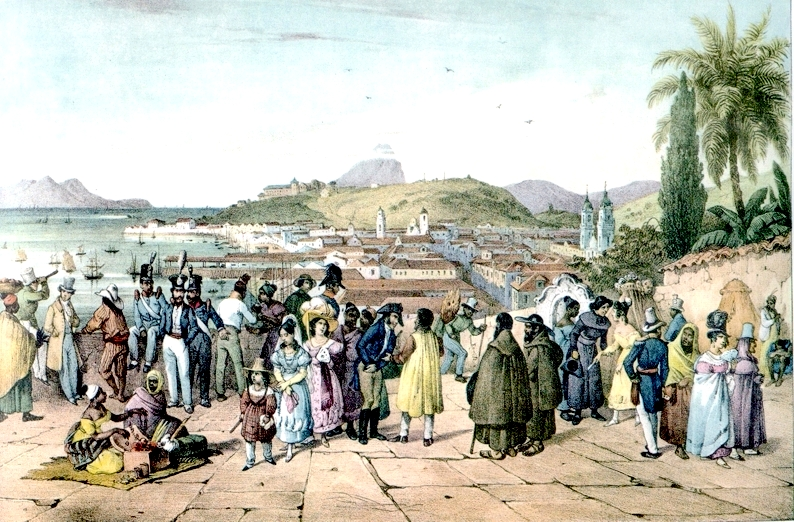
リオデジャネイロの風景
（1825年頃）

帝国の首都として行政機能の集中したリオの街は順調に発展していった。1854年にはブラジル初の鉄道14kmがリオに建設され、ガス燈や電信、上下水道といったインフラも整備され始めた。1889年に帝政が廃止され共和制に移行するものの、リオは引き続きブラジル連邦共和国の首都となった。当時の市街はグアナバラ湾の入口にほど近い現在のセントロ地区のみであったが、19世紀末には人口は50万、1900年には81万に達し、市街は拡大していった。1902年に就任した第5代大統領のロドリゲス・アルヴェスは首都であるリオの改善に熱心に取り組み、都市計画家フランシスコ・ペレイラ・パソスを起用して都市計画を実施し、1903年には東西南北の幹線道路が整備された。黄熱病が撲滅され、衛生状況が大きく改善したのもこの時期である。南のボタフォゴ地区やさらに南のコパカバーナへと市街地が延びていった。コパカバーナやイパネマへと通じる直通トンネルも建設された。
ジェトゥリオ・ドルネレス・ヴァルガス時代の開発政策により、第二次世界大戦後に商工業が発展すると内陸部や北東部から職をもとめて大量の人々が流入した。しかし、経済の重心は徐々に内陸部のサンパウロ市に移っていき、1950年代にはリオの人口はサンパウロに抜かれ、現在に至るまでリオはブラジル第2の都市となっている。また1960年、ジュセリーノ・クビシェッキ大統領によって首都はブラジリアに移され、リオは行政の中心地としての機能を失った。遷都後もそれまでの連邦直轄区の領域、すなわち今日のリオデジャネイロ市域はグアナバラ州としてリオデジャネイロ州と併存していたが、1975年にグアナバラ州とリオデジャネイロ州が合併し、ニテロイ市にかわって新リオデジャネイロ州の州都になった。1992年にはこの地で地球サミット（環境と開発に関する国際連合会議）が開催され、「環境と開発に関するリオデジャネイロ宣言」（リオ宣言）とその行動計画であるアジェンダ21が合意された。
2009年10月2日、東京、シカゴ、マドリードとの投票に勝利し第31回夏季オリンピックのリオ開催が決定した。これは南米大陸初であり、ラテンアメリカとしても1968年メキシコオリンピックに次ぐ48年ぶり2回目のオリンピック開催である。
2025年7月には第17回BRICS首脳会議が行われ、リオデジャネイロ宣言が採択された。ブラジル国内でのBRICS首脳会議は4回目となるが、リオ開催は初となった。

## 人口動態

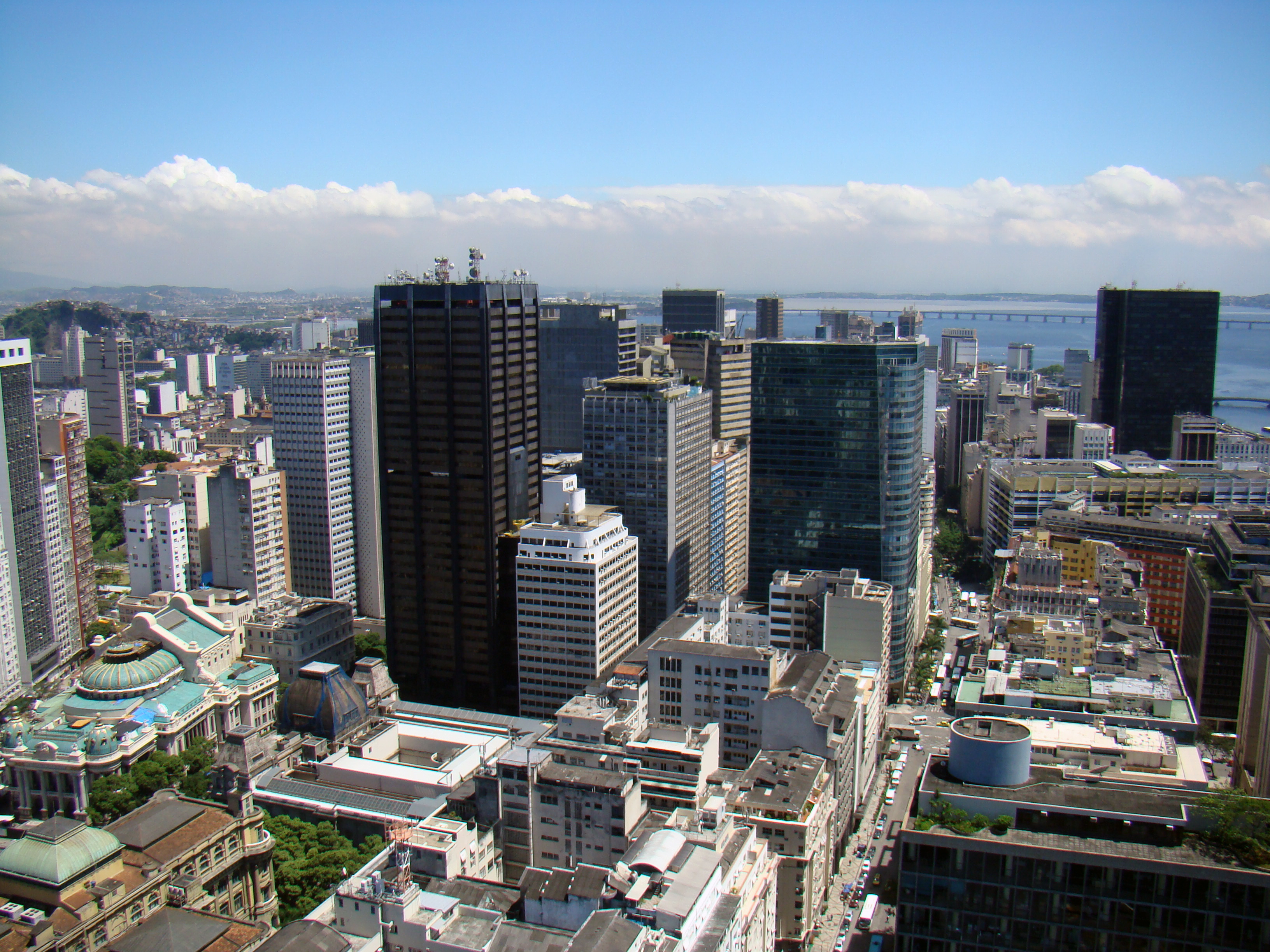
リオデジャネイロ都心部の眺め

白人（53.4%）、混血（33.5%）、黒人（12.6%）、その他（0.5%）。19世紀末から20世紀初頭の大量の移民によって人種構成は多様化し、ポルトガル系のほか、イタリア系、スペイン系、ドイツ系、日系（15000人）、ユダヤ系、レバノン系など、多種多様な人種が混在し、混交している。1872年に27万人だった人口は、1890年に52万人、1900年に81万人、1950年に237万人、2000年には585万人に達した。この人口増加の多くは国内移動、とくに貧しい北東部からの大量流入によるもので、これによりリオ市内各所にファヴェーラ（スラム）ができ、貧富の差や治安の悪化が問題となっている。

## 経済
サンパウロについでブラジル第2の経済規模を持ち、ブラジルGDPの5.4%をリオ1市で生み出している。首都移転により行政機能は失われたが、ペトロブラス社などの公企業や半官半民の企業はブラジリアへは移転せず、リオに本社を置き続けた。工業面でもブラジル第2の都市であり、石油精製や造船、鉄鋼、冶金、石油化学、薬品、セメント、印刷、ゴム、食品などの産業が立地している。しかしながら、経済構成でみた工業の割合は1割程度で、残りの9割は商業・サービス業からなる。昨今では、バラ・ダ・チジューカ地区（バラ・ダ・チジューカ街区およびレクレイオ・ドス・バンデイランテス街区）における大規模ショッピングセンターでの商業・サービス業の伸展、同地域における高層マンション、住宅の建設などが新たな経済活動の主軸となっている。
リオデジャネイロ港は貨物取扱量でブラジルで3番目の港であり、埠頭の総延長は7kmに及ぶ。リオデジャネイロ州、ミナスジェライス州、エスピリトサント州、そしてサンパウロ州の貨物を主に取り扱っている。

## 交通

交通地図

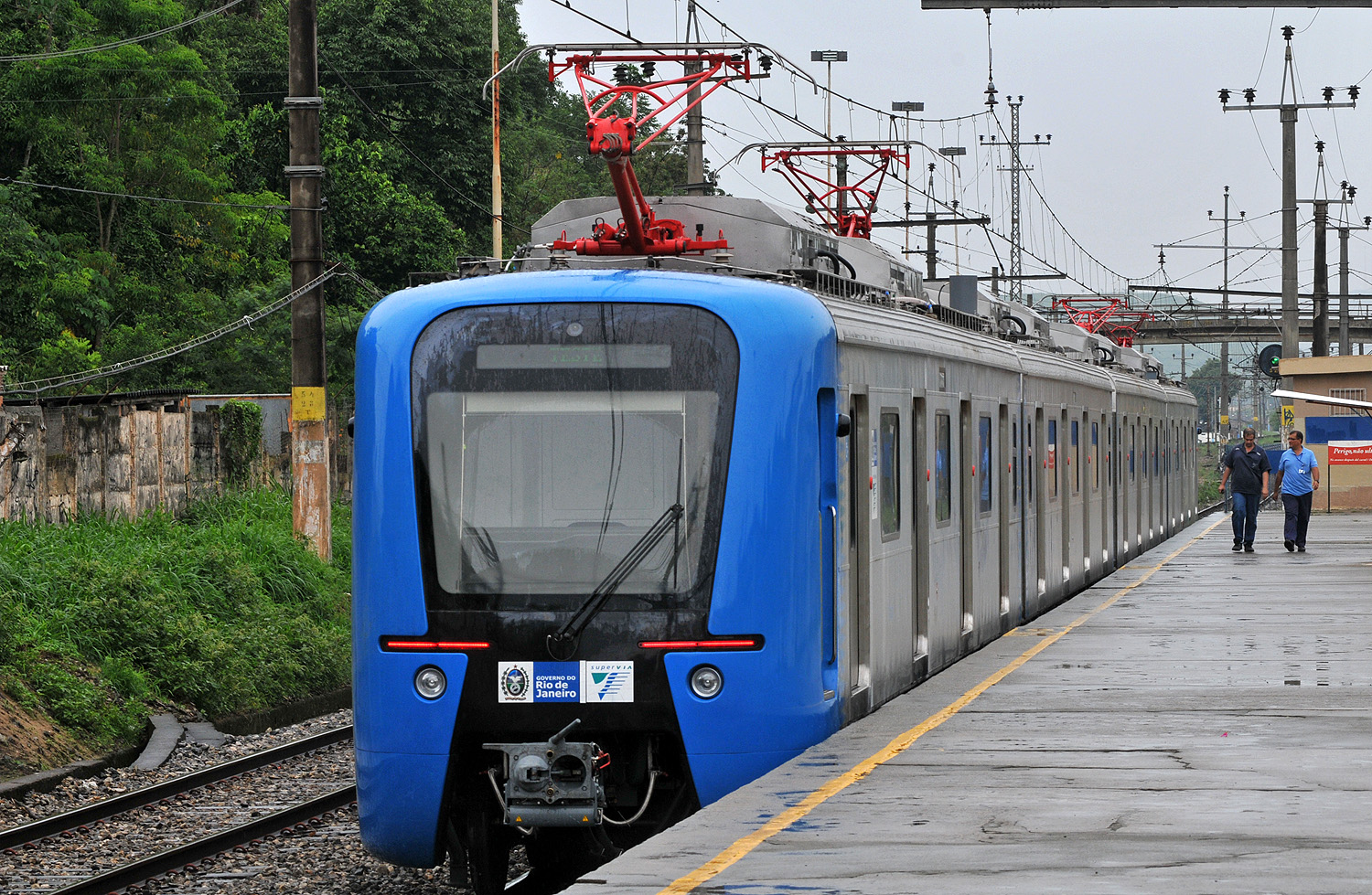
郊外電車

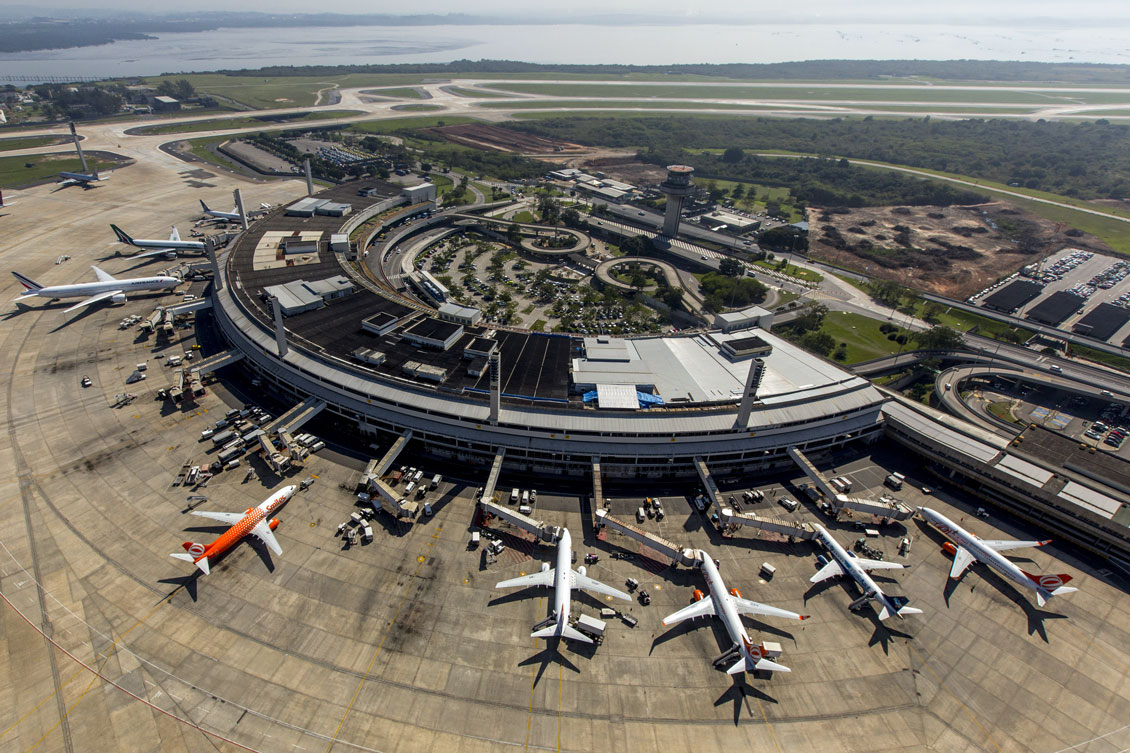
ガレオン国際空港

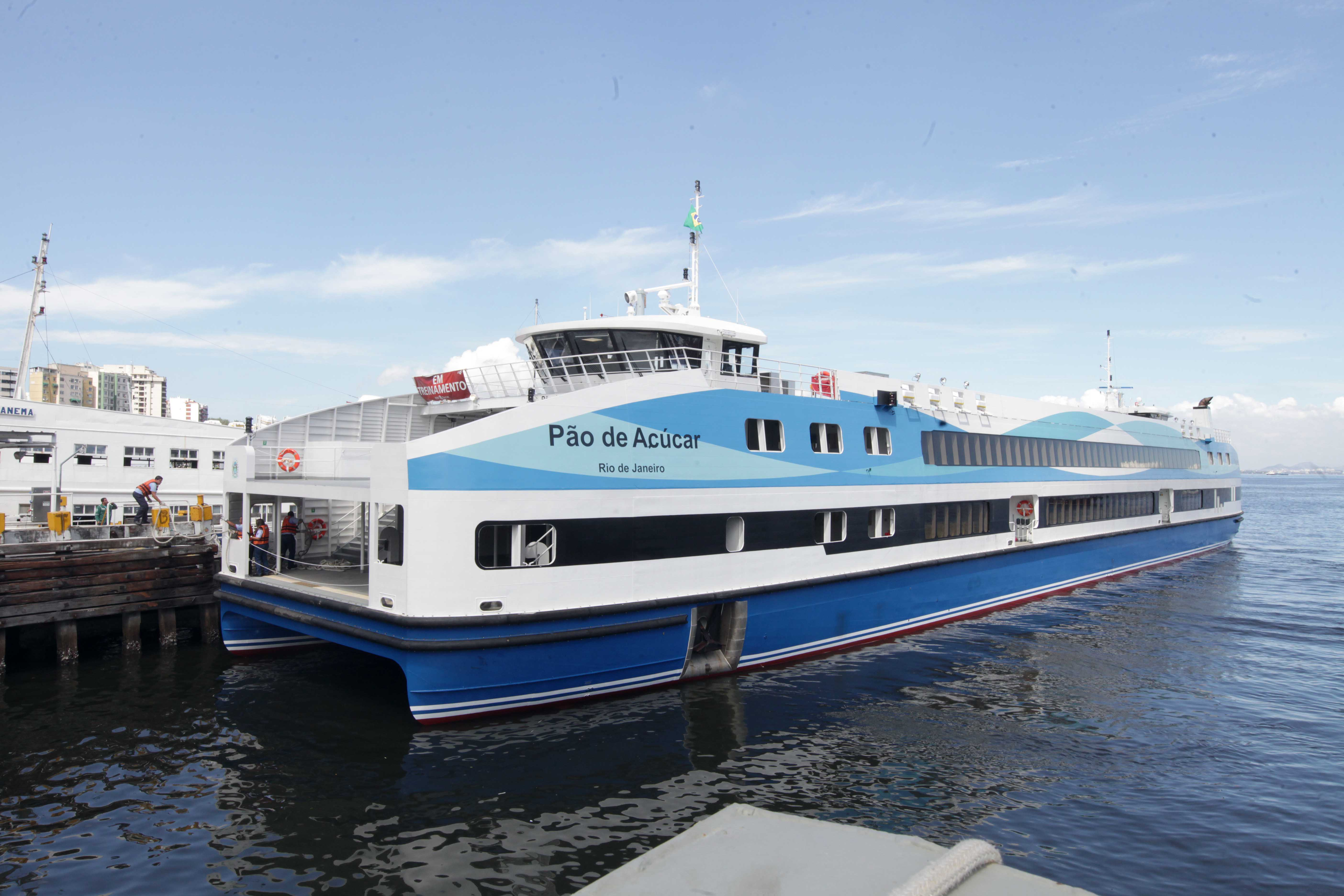
グアナバラ湾フェリー

### 市内交通
セントラル・ド・ブラジル駅を起点に郊外電車（SuperVia）8路線が張り巡らされている。リオ市内の観光地や商業の中心地などの主要な場所やその近郊へは地下鉄が1番線、2番線、4番線の合計3路線や地下鉄が運営するバスが利用でき、また市内のバスはリオデジャネイロで最も使用される交通手段である。比較的安価なタクシーも手軽な移動手段であり、近年ではUberや99 Appといったライドシェアの利用者が急増している。かつて多くの路線を有した路面電車は一路線残っている。2016年、リオデジャネイロ・ライトレールの運行が始まった。

### 航空
市内に2つの空港がある。主に国内線向けのサントス・ドゥモン空港と、主に国際線向けのリオデジャネイロ国際空港（ガレオン国際空港）である。
特に市内のサントス・ドゥモン空港とブラジル最大の都市であるサンパウロ市内のコンゴーニャス空港との間には「ポンチ・アエレア」（空の架け橋）と呼ばれるシャトル便が就航しており、世界でも有数の利用者数を誇る路線となっている。

### 長距離バス
サンパウロ・チエテバスターミナルとの便はバス会社3社（Itapemirim, Cometa, Expresso Brasileiro）が同区間を別々に運行しており、日中は数十分に1本の頻度で運行されている。所要時間は約6時間。ベロオリゾンテ行きやヴィトーリア行きの便も多い。

### 港湾
「世界3大美港」の一つリオデジャネイロ港はブラジル最大級の港湾設備を有している。クルーズ船のターミナルがある他、グアナバラ湾内のフェリーの運航も頻繁に行われている。

## 気候
- ケッペンの気候区分ではサバナ気候（Aw）に属する。12月から3月にかけては雨が多く、また気温も最も高くなる。一方7月と8月は冬であり、降水量が少なく気温もやや低くなるが、全般的にいえば年間通じて温暖な気候を保っているといえる。年間平均気温は24℃で、年間平均降水量は1175mmである。

| リオデジャネイロの気候                                                      | リオデジャネイロの気候 | リオデジャネイロの気候 | リオデジャネイロの気候 | リオデジャネイロの気候 | リオデジャネイロの気候 | リオデジャネイロの気候 | リオデジャネイロの気候 | リオデジャネイロの気候 | リオデジャネイロの気候 | リオデジャネイロの気候 | リオデジャネイロの気候 | リオデジャネイロの気候 | リオデジャネイロの気候 |
| 月                                                                          | 1月                    | 2月                    | 3月                    | 4月                    | 5月                    | 6月                    | 7月                    | 8月                    | 9月                    | 10月                   | 11月                   | 12月                   | 年                     |
| --------------------------------------------------------------------------- | ---------------------- | ---------------------- | ---------------------- | ---------------------- | ---------------------- | ---------------------- | ---------------------- | ---------------------- | ---------------------- | ---------------------- | ---------------------- | ---------------------- | ---------------------- |
| 平均最高気温 °C （°F）                                                      | 29 (84)                | 30 (86)                | 29 (84)                | 28 (82)                | 27 (81)                | 25 (77)                | 26 (79)                | 26 (79)                | 25 (77)                | 26 (79)                | 27 (81)                | 29 (84)                | 27 (81)                |
| 日平均気温 °C （°F）                                                        | 26 (79)                | 27 (81)                | 26 (79)                | 24 (75)                | 23 (73)                | 22 (72)                | 21 (70)                | 22 (72)                | 22 (72)                | 23 (73)                | 24 (75)                | 25 (77)                | 24 (75)                |
| 平均最低気温 °C （°F）                                                      | 23 (73)                | 23 (73)                | 23 (73)                | 22 (72)                | 21 (70)                | 19 (66)                | 18 (64)                | 19 (66)                | 19 (66)                | 20 (68)                | 22 (72)                | 22 (72)                | 21 (70)                |
| 降水量 mm （inch）                                                          | 114 (4.49)             | 104 (4.09)             | 104 (4.09)             | 137 (5.39)             | 86 (3.39)              | 81 (3.19)              | 56 (2.2)               | 51 (2.01)              | 86 (3.39)              | 89 (3.5)               | 97 (3.82)              | 170 (6.69)             | 1,175 (46.26)          |
| 平均月間日照時間                                                            | 195.3                  | 214.6                  | 195.3                  | 165.0                  | 170.5                  | 156.0                  | 182.9                  | 179.8                  | 138.0                  | 158.1                  | 168.0                  | 161.2                  | 2,084.7                |
| 出典：The Weather Channel, Hong Kong Observatory for data of sunshine hours |                        |                        |                        |                        |                        |                        |                        |                        |                        |                        |                        |                        |                        |

## 文化
ブラジルの文化の中心地であり、流行の発信地でもある。「サンパウロ人は仕事で忙しく、リオ人は遊びで忙しい」 ともいわれる明るく享楽的な気質を持つ。

### カーニバル

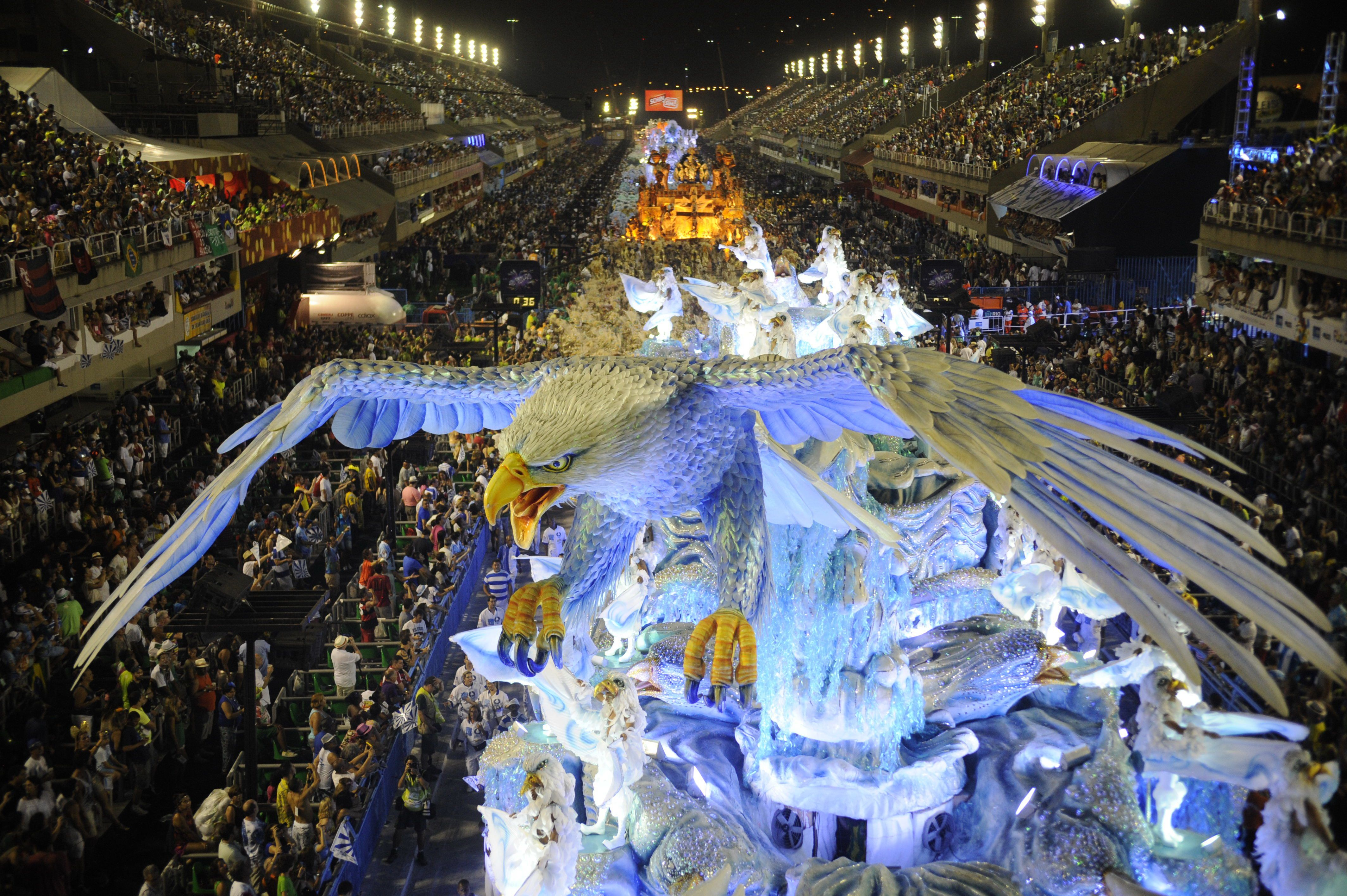
カルナヴァルのパレード

ポルトガル語でカルナヴァル（Carnaval）。カトリックの謝肉祭のことで、カーニバル自体は世界各国のカトリック文化圏で行われている他、ブラジル各地でも行われている。もともとはポルトガルの謝肉祭・エントルードがブラジルに渡ったものであるといわれる。リオのカーニバルは派手で規模が大きいので特に有名で、開催時期は世界各国からの観光客を集める。復活祭（イースター）を基準に太陰暦で日程を決めるため毎年開催日程は変動するが、だいたい2月の中旬から下旬になることが多い。
なおカーニバルといえば真っ先にサンバが連想されるが、サンバ以外にもマルシャ（ブラジル版マーチ）やポルカなどもある。サンバの場合、ファンタジアと呼ばれる華やかな衣装を身に付けサンバを踊り打楽器隊などによる演奏や歌で行進する。4日間行われ、開催中は世界各国から見物客が集まる。いわゆるリオのカーニバルとして知られているのは、マルケス・ヂ・サプカイ通りにあるサンボードロモ（サンバ会場）で行われるコンテスト形式のパレードである。ここで行進するサンバチームはエスコーラ・ヂ・サンバ（葡: Escola de samba、直訳：サンバの学校）と呼ばれる。なお「学校」はジョークで名付けられたもので実際はリクリエーション団体の傾向が強い。そのため多くの団体はグレーミオ・ヘクヘアーチヴォ・エスコーラ・ヂ・サンバ、略称：G.R.E.S.（〜チーム名）と冠がつけられ一般的にはチーム名で呼ばれることが多い。なお日本ではこれらを総称してエスコーラと呼ばれる。これらはリオ市や隣接する他の市に点在する地域を代表するサンバのコミュニティーである。
パレードは賞金付きコンテスト形式になっており審査が行われる。有名なサンバ団体を挙げるとベイジャ・フロール、ポルテーラ、マンゲイラ、インペリオ・セハーノ、サウゲイロ、ヴィラ・イザベウ、ウニードス・ダ・チジュッカ、ウニアォン・ダ・イーリャなどでどれも歴史的なサンバの名手（Sambista、サンビスタ）や曲を生んだエスコーラである。他にも沢山のエスコーラが存在し順位や優勝を競っている。今日、世界に誇るリオ各地域の市民による手作り文化の結晶として光り輝いている。
リオのカーニバルは1959年公開のブラジル・フランス合作映画『黒いオルフェ』の背景舞台にもなっており開催前の人々の準備ぶりや浮かれ具合、当時のカーニバルの様子などうかがい知ることができる。オルフェウ率いる架空のエスコーラもあれば本物のカルトーラ夫妻やポルテーラ、マンゲイラ、インペリオ・セハーノもチラリと登場する。1999年公開のブラジル映画『オルフェ』は現代のリオを窺い知ることが出来る作品。リオのカーニバルのトップリーグ、Grupo Especialに出場するエスコーラのパレードテーマ曲集は毎年日本の輸入盤扱いのある大型CDストアなどでも手に入れることが出来る。カーニバル後にはその年の模様を収めたビデオテープ（近年ではDVD）も発売されている。
なおリオのカーニバルが観光化・商業化が進むとそれに嫌気をさしたりエスコーラの内紛などによりカンディアやカルトーラ、メストリ・マルサルなどの著名サンビスタがエスコーラを去ったケースも多い。またいくつかのサンバコミュニティーがファベーラと呼ばれるスラム街に拠点があることなどから、賭博や麻薬取引との関係も指摘される。
またカーニバル期間中はリオ・ブランコ通りなどをはじめ、各所でエスコーラより小規模であるブロコやコルダゥンと呼ばれる各チームがパレードを行う光景も見られる。
2011年2月7日、リオデジャネイロのカーニバル用の用具を制作する施設が集中する地区で大規模な火災が発生し、同年のカーニバルに使用予定の山車及び衣装多数が焼失するという事態が発生した。

### 教育
リオデジャネイロ連邦大学やリオデジャネイロ州立大学など、99の高等教育機関がある。また、ラテンアメリカ最大、世界でも7番目の、900万点の蔵書数を誇るブラジル国立図書館もリオのセントロ地区に位置する。

### 世界遺産
コルコバードの丘やコパカバーナ海岸は、2012年に世界文化遺産に登録されている。

### 博物館
- ブラジル国立博物館 - 2018年9月2日、火災により2,000万点以上の収蔵品の大半が消失[14]。

## スポーツ

### サッカー

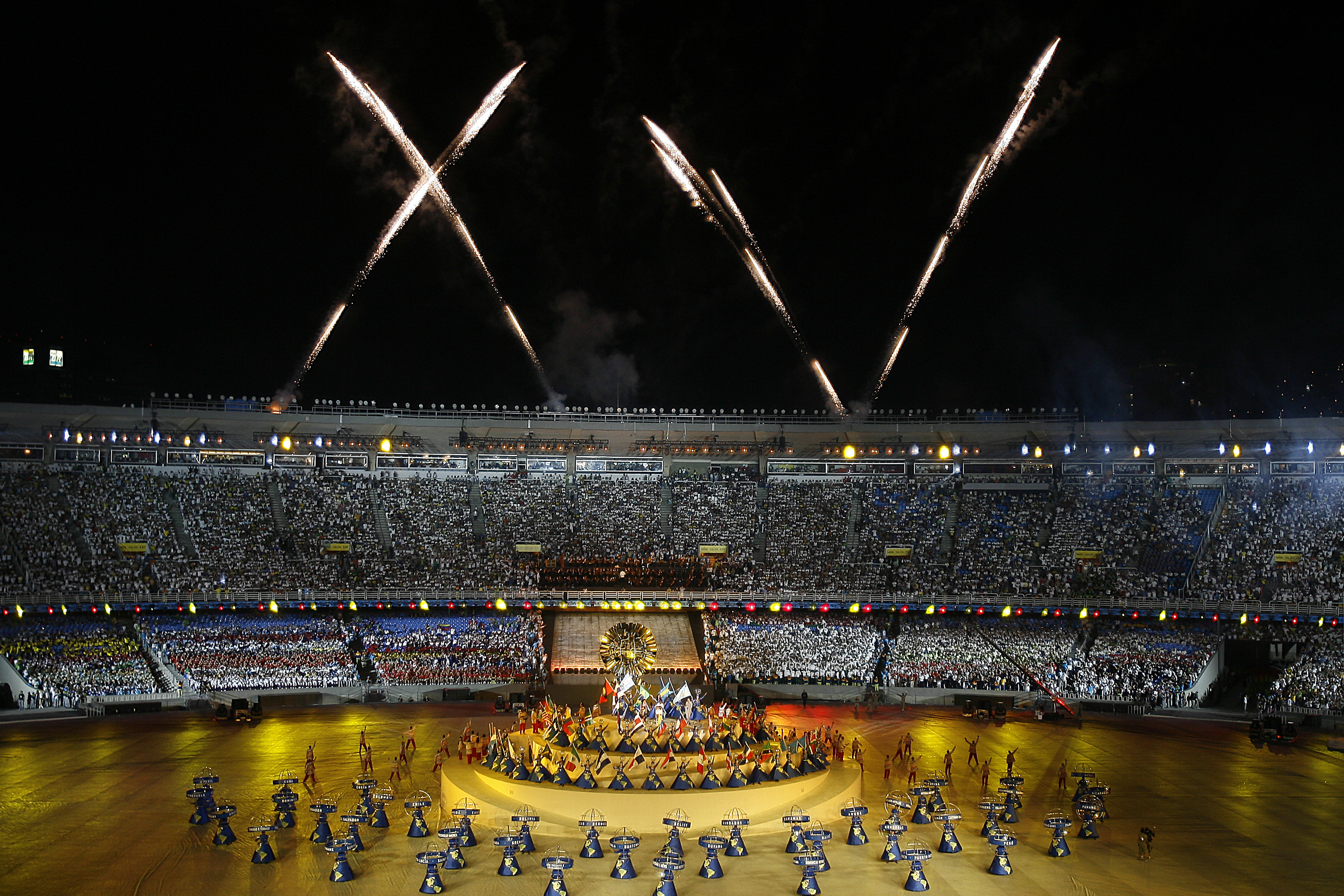
エスタジオ・ド・マラカナン

リオデジャネイロではサッカーが圧倒的な人気を誇っており、名門クラブであるCRフラメンゴやフルミネンセFCを筆頭に、CRヴァスコ・ダ・ガマやボタフォゴFRなどのホームタウンとしても知られる。これらのクラブは多くの「クラッキ（天才）」や「ジョガドール（サッカー選手）」を輩出してきた。リオ出身のクラッキとしては、ロナウドやアドリアーノなどが有名である。
リオには世界最大規模のサッカースタジアムであり、1950年のワールドカップや2014年のワールドカップの主会場の一つにもなった『エスタジオ・ド・マラカナン』がある。この地ではかつて「マラカナンの悲劇」や「マラカナンの歓喜」も起こった。

### 国際大会
- 1989年まで、フォーミュラ1選手権が郊外のネルソン・ピケ・サーキットにて行われていた。
- 2007年7月13日から29日にかけて、パンアメリカン競技大会が開催された。
- 2016年には、リオデジャネイロオリンピック・パラリンピックが開催された。なお、この大会はブラジルのみならず、南アメリカ大陸で開催された初のオリンピック・パラリンピックである。

## 観光

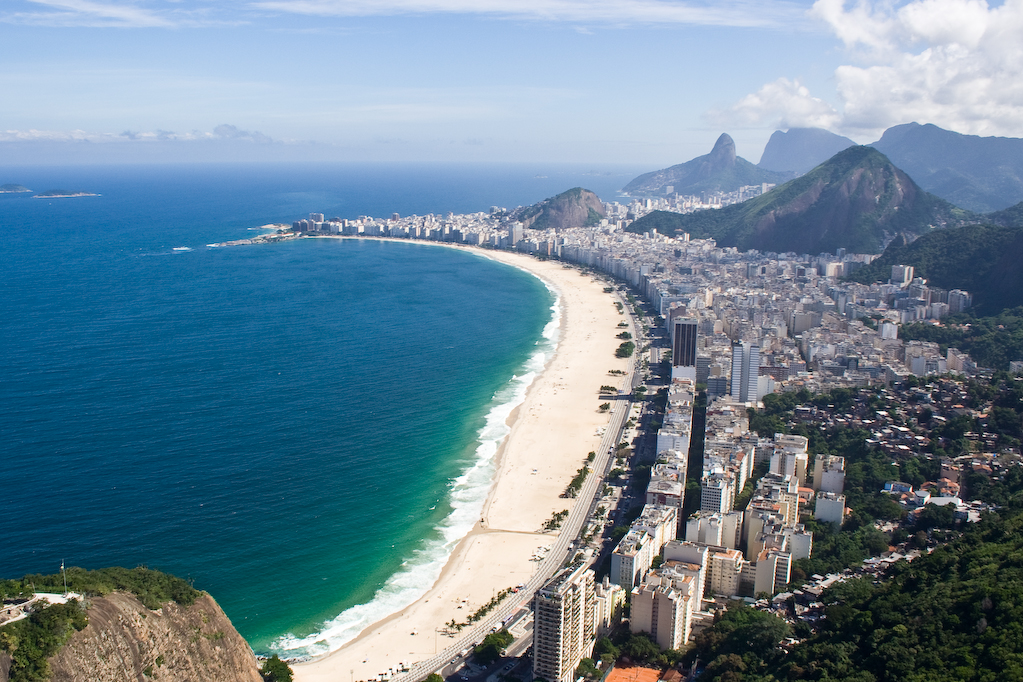
コパカバーナ海岸

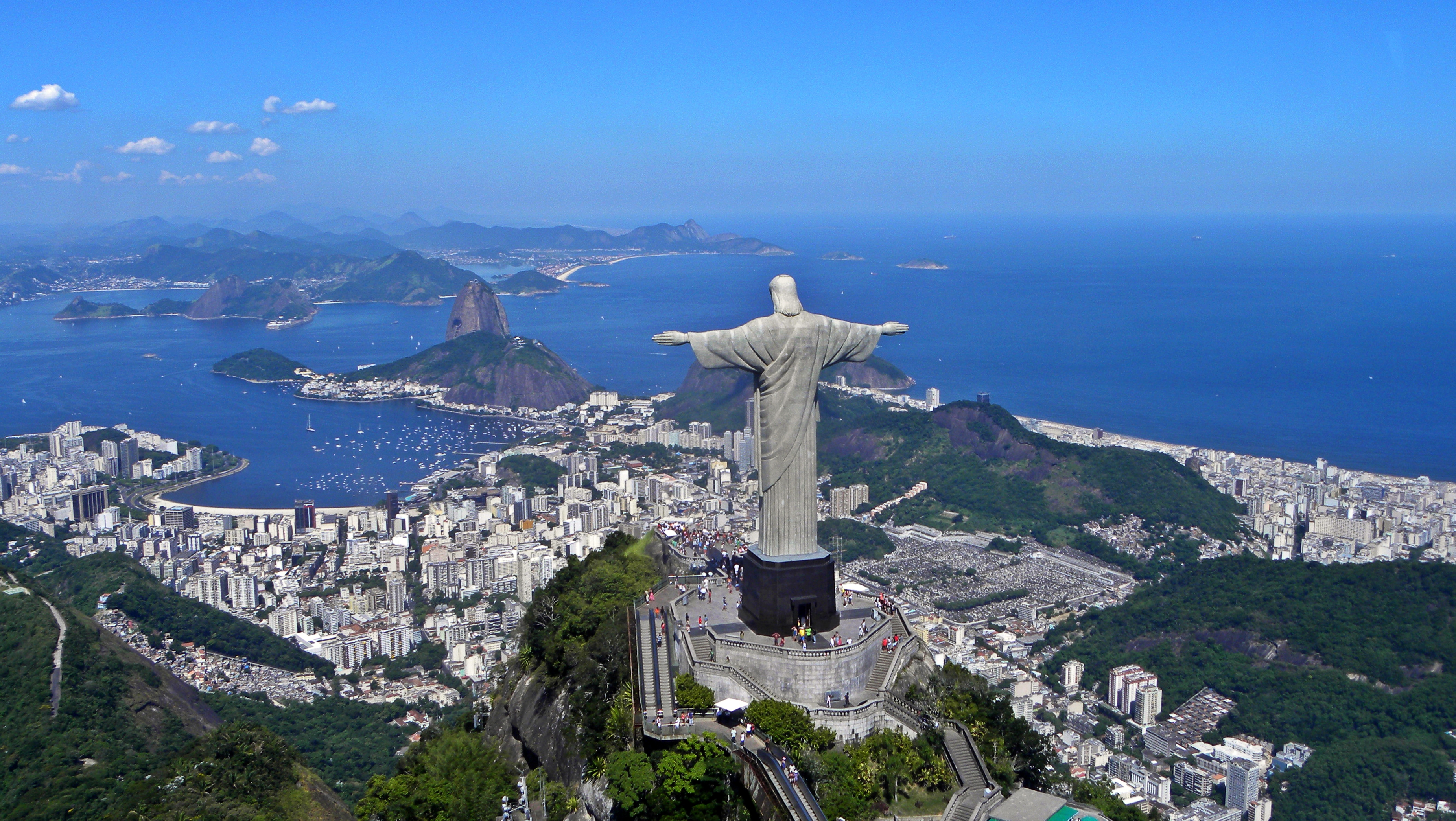
コルコバードのキリスト像とリオデジャネイロ

リオデジャネイロは年間282万人の観光客の訪れる、ブラジル有数の観光都市である。主な名所は以下の通り。
（括弧内はポルトガル語による表記。）
- コパカバーナ海岸 （Praia Copacabana）
- イパネマ海岸 （Praia Ipanema）
- コルコバードのキリスト像 （Cristo Redentor）
- ポン・ヂ・アスーカル （Pão de Açúcar）
- リオデジャネイロ大聖堂 (Catedral Metropolitana do Rio de Janeiro)
- リオデジャネイロ旧大聖堂 （Igreja de Nossa Senhora do Monte do Carmo）
- リオデジャネイロ市立劇場 （Theatro Municipal do Rio de Janeiro）
- エスタジオ・ド・マラカナン （Estádio do Maracanã）
- キンタ・ダ・ボア・ヴィスタ （Quinta da Boa Vista）

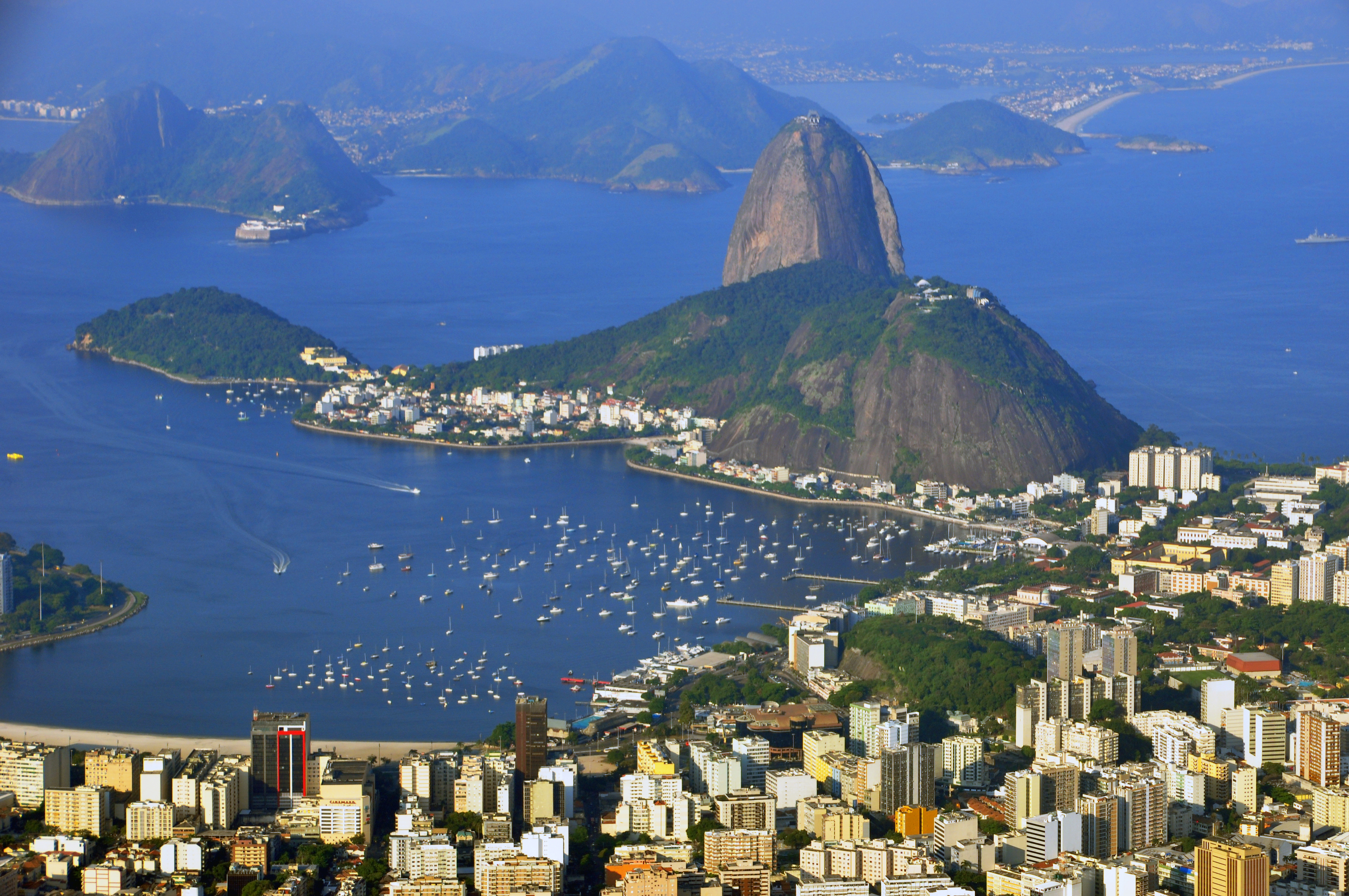
ポン・ヂ・アスーカル
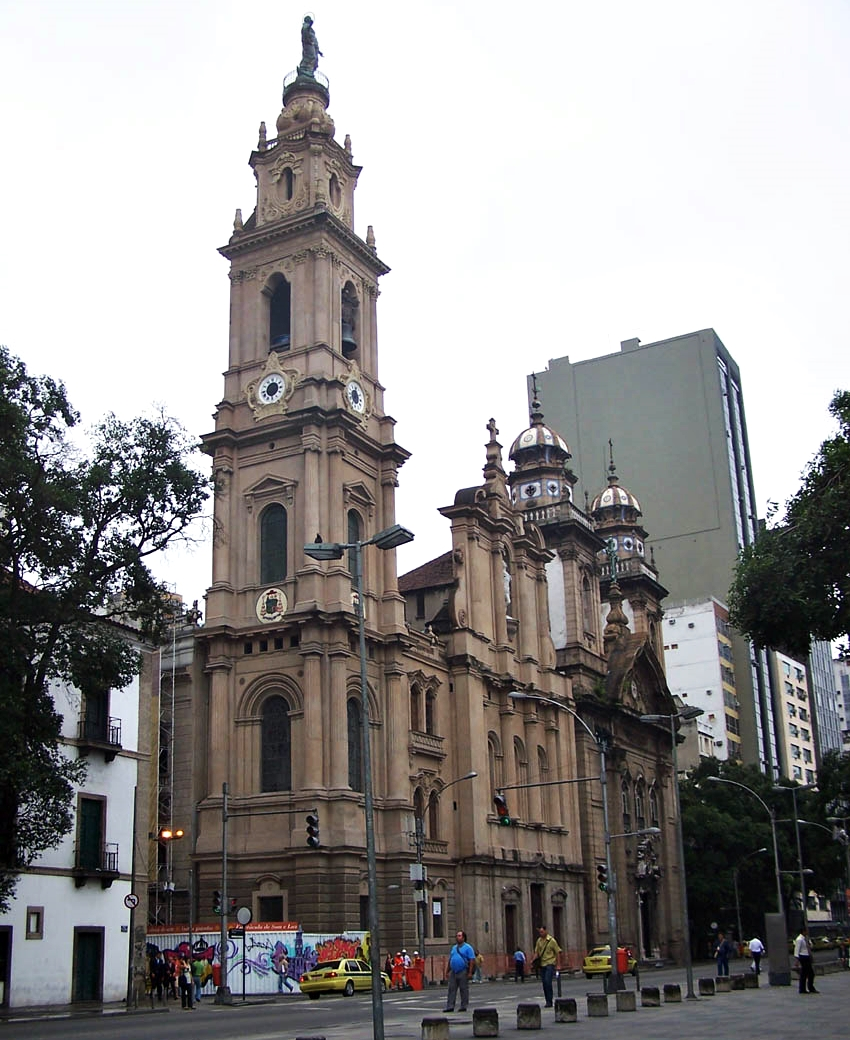
リオデジャネイロ旧大聖堂
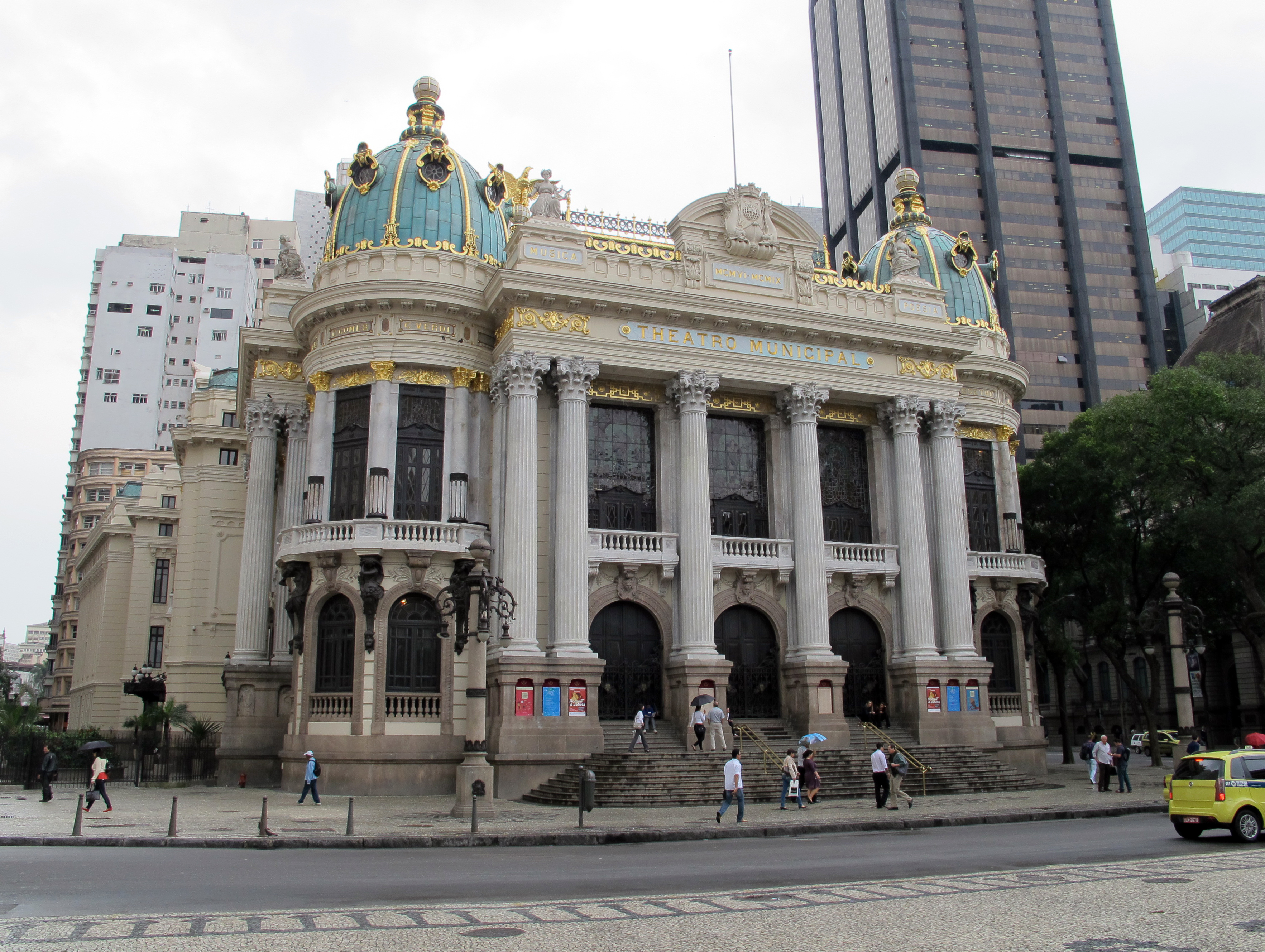
リオデジャネイロ市立劇場
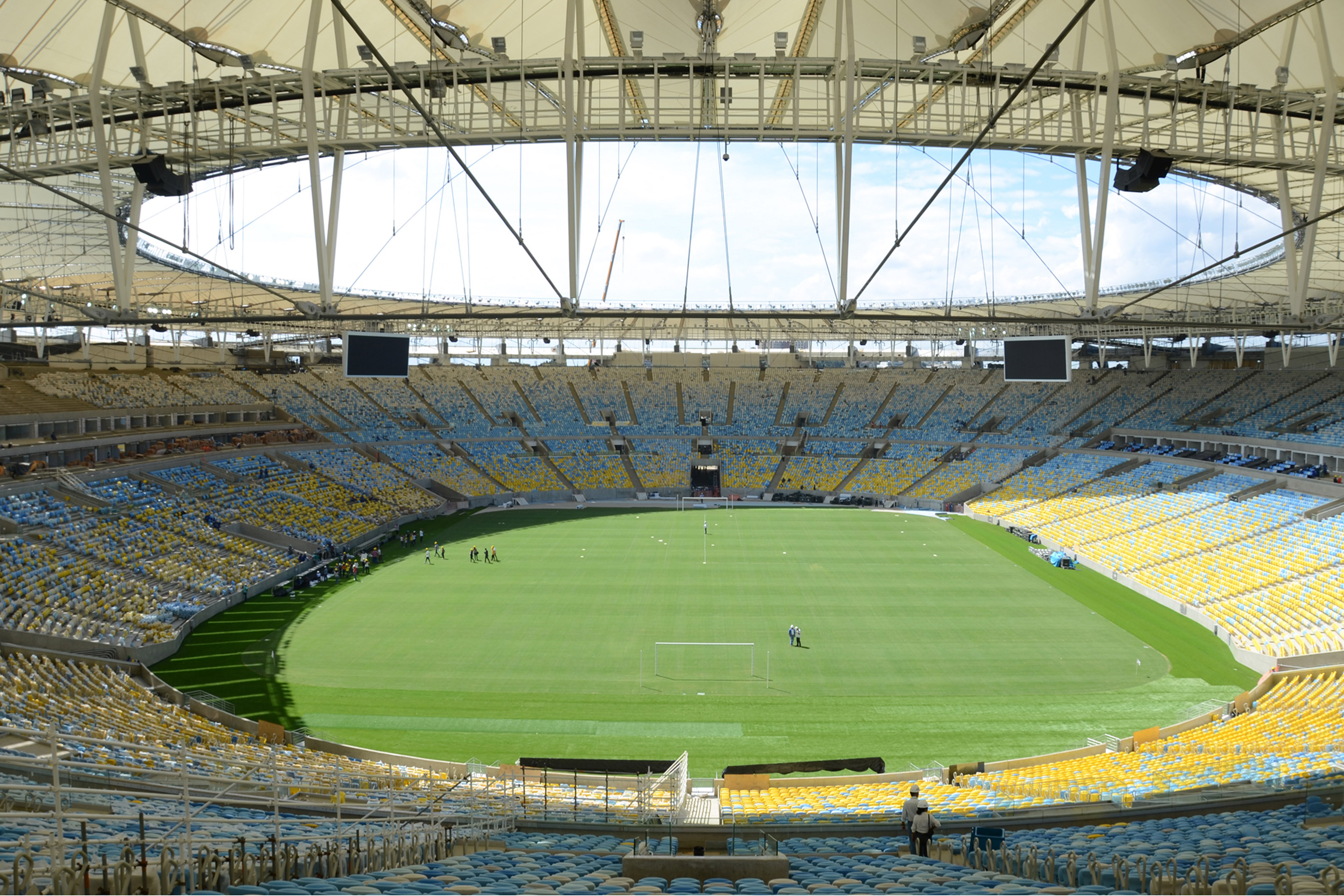
エスタジオ・ド・マラカナン
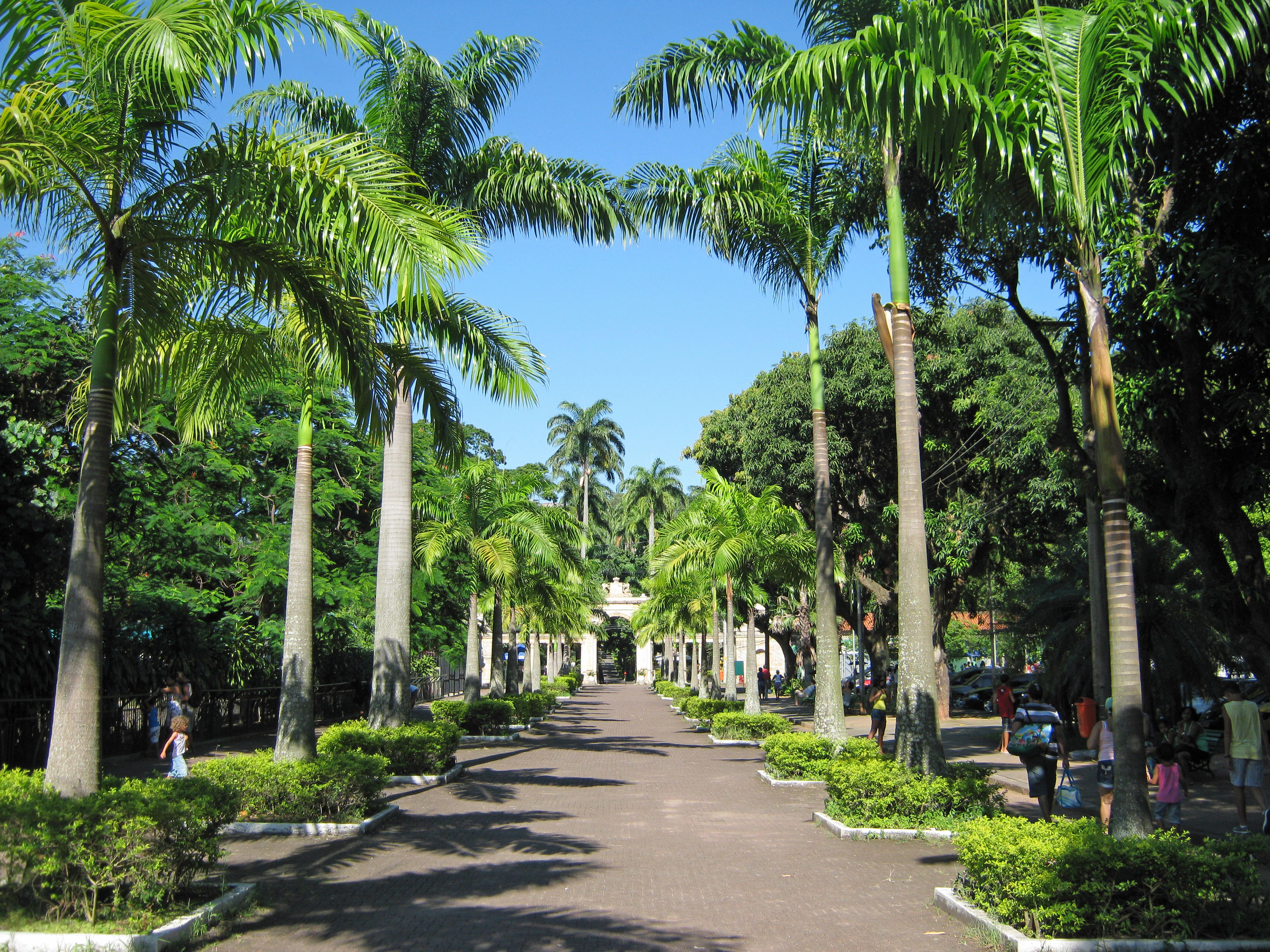
キンタ・ダ・ボア・ヴィスタ

## 治安
リオの犯罪率は高く、とくにファヴェーラなどで麻薬組織や麻薬販売人による犯罪や殺人が多い。2006年には2273人が殺され、10万人あたりの殺人率は37.7だった。2008年より、リオデジャネイロ州は治安回復計画（UPP）を実施し、悪化していた治安を向上させることに努め、2009年から2010年の殺人率は21%減少し、治安は改善傾向にある。しかしこれに反発した麻薬組織と警察の対立が激化している。2016年のオリンピックの際に報じられた情報によると、2015年にリオ市で起きた事件数は殺人1205件、強盗81740件であり、同年の日本全国の事件数(殺人933件、強盗事件2426件)と比べても多く、人口10万人あたりの発生率で見ると殺人発生率は日本の25倍、強盗発生率は660倍とのことである。オリンピック・パラリンピック期間中は85,000人の警察官・警備隊を投入し、観客やメディア関係者が死亡するような事故や事件は発生しなかった。

## 著名な出身者
※リオデジャネイロ出身者は「カリオカ（葡: Carioca）」とも呼ばれる。
- ジーコ - 元サッカー選手、元サッカー日本代表監督
- ラモス瑠偉 - 元サッカー選手
- ウーゴ・カルデラノ
- ロブソン・ダ・シルバ
- エイトル・ヴィラ＝ロボス - 音楽家
- ベルナルド・レゼンデ
- アントニオ・カルロス・ジョビン - 音楽家
- ナウベルチ・ビテンクール
- ブルーノ・レゼンデ
- レアンドロ・ヴィソット・ネヴェス
- ジョアン・アヴェランジェ - 元FIFA会長
- ファビアナ・オリベイラ - バレーボールブラジル女子代表
- カルロス・ヌズマン - リオ五輪組織委員会会長
- フィリペ・コウチーニョ - サッカー選手
- ジョルジ・デ・アモリン・カンポス
- カルロス・アウベルト
- ジャイルジーニョ
- ダダ・マラヴィーリャ
- ニウトン・サントス
- サンドラ・ピレス
- バルバラ・セイシャス
- ホイス・グレイシー
- ビクトー・ベウフォート
- アイケ・ドゥアルテ

## 姉妹都市
リオデジャネイロは以下の都市と姉妹都市となっている。
|                    | アメリカ                       |                     | ヨーロッパ                                                         |                      | アジア・アフリカ                         |
| ------------------ | ------------------------------ | ------------------- | ------------------------------------------------------------------ | -------------------- | ---------------------------------------- |
| メキシコの旗       | メキシコシティ, メキシコ       | オランダの旗        | アムステルダム, オランダ                                           | フィリピンの旗       | バタンガス, フィリピン                   |
| ニカラグアの旗     | マナグア, ニカラグア           | ロシアの旗          | サンクトペテルブルク, ロシア                                       | 日本の旗             | 神戸, 日本                               |
| ベネズエラの旗     | カラカス, ベネズエラ           | ポーランドの旗      | ワルシャワ, ポーランド                                             | チュニジアの旗       | チュニス, チュニジア                     |
| チリの旗           | プエルト・バラス, チリ         | ポルトガルの旗      | リスボン、サント・ティルソ、ヴィラ・ノヴァ・デ・ガイア, ポルトガル | 大韓民国の旗         | ソウル, 韓国                             |
| ボリビアの旗       | ラパス, ボリビア               | スペインの旗        | マドリッド、バルセロナ, スペイン                                   | スペインの旗         | サンタ・クルス・デ・テネリフェ, スペイン |
| アメリカ合衆国の旗 | マイアミ, アメリカ             | フランスの旗        | パリ、モンペリエ, フランス                                         | イスラエルの旗       | ラマト・ガン, イスラエル                 |
| アメリカ合衆国の旗 | オクラホマシティ, アメリカ     | イギリスの旗        | リバプール, イギリス                                               | インドの旗           | アーメダーバード, インド                 |
| アメリカ合衆国の旗 | ニューアーク, アメリカ         | ポルトガルの旗      | ギマランイス、ポボア・デ・バルジン, ポルトガル                     | 南アフリカ共和国の旗 | ダーバン, 南アフリカ                     |
| アメリカ合衆国の旗 | アトランタ, アメリカ           | ウクライナの旗      | キエフ, ウクライナ                                                 | レバノンの旗         | ベイルート, レバノン                     |
| カナダの旗         | バンクーバー, カナダ           | ルーマニアの旗      | ブカレスト, ルーマニア                                             | モロッコの旗         | カサブランカ, モロッコ                   |
| アルゼンチンの旗   | ブエノスアイレス, アルゼンチン | トルコの旗          | イスタンブール, トルコ                                             | ナイジェリアの旗     | ラゴス, ナイジェリア                     |
| ブラジルの旗       | ベロオリゾンテ, ブラジル       | ジョージア (国)の旗 | バトゥーミ, グルジア                                               | セネガルの旗         | リュフィスク, セネガル                   |
| ブラジルの旗       | ナタール, ブラジル             | ドイツの旗          | ケルン, ドイツ                                                     | 中華人民共和国の旗   | 北京, 中国                               |